# PRIDE 19
PRIDE 19: Bad Blood fue un evento de artes marciales mixtas producido por PRIDE Fighting Championships, celebrado el 24 de febrero de 2002 en el Saitama Super Arena de Saitama.

## Resultados
1. ↑  Por el Campeonato Mundial de Peso Medio del PRIDE FC.